# Trehålaholmarna
Trehålaholmarna är öar i Finland. De ligger i Finska viken och i kommunen Lovisa i landskapet Nyland, i den södra delen av landet. Öarna ligger omkring 73 kilometer öster om Helsingfors.
Arean för den av öarna koordinaterna pekar på är 3 hektar och dess största längd är 380 meter i öst-västlig riktning. Närmaste större samhälle är Lovisa, 9,4 km norr om Trehålaholmarna.